# Mark Knight
Mark Knight (ur. 20 czerwca 1973 w Maidstone) – brytyjski DJ.

## Życiorys
Karierę rozpoczął w połowie lat 90. XX wieku od razu, około 1995 zdobywając popularność wśród odbiorców w klubach Londynu. Było to efektem wprowadzania efektownych setów (składanych, mixowanych piosenek tworzących jeden nowy utwór), np. Man With The Red Face, Downpipe albo Your Love. Założył też własna wytwórnię Toolroom Records, która do dziś jest instytucją wpływową w zakresie trendów w muzyce elektronicznej. 